# Mitchell Duke
Mitchell Duke (født 18. januar 1991) er en australsk fodboldspiller.

## Australiens fodboldlandshold
| Australiens landshold | Australiens landshold | Australiens landshold |
| År                    | Kmp                   | Mål                   |
| --------------------- | --------------------- | --------------------- |
| 2013                  | 4                     | 2                     |
| 2019                  | 2                     | 0                     |
| 2021                  | 9                     | 5                     |
| 2022                  | 6                     | 1                     |
| Total                 | 21                    | 8                     |